# Бабинські (герб)
Ба́бинські (пол.Babiński) – шляхетський герб руського походження, різновид герба Брама.

## Опис герба
У полі невідомого кольору табірна брама невідомого кольору на якій лицарський хрест і із застряглими на кінцях балками навскіс.

## Найбільш ранні згадки
Від 1540 року відома гербова печатка на списку Семена Митковича Бабинського для князя Федора Санґушка.

## Роди
Бабинські (пол. Babiński). Родини з таким ім'ям вживали також герби Бойча (укр. - Бій), Боньча, Дембно і Леліва.